# Eispflug
Ein Eispflug ist ein mechanisches Gerät zum Zerteilen einer Eisschicht auf Gewässern.
Als Erfinder gilt der amerikanische Ingenieur Nathaniel Jarvis Wyeth, der auch weitere Werkzeuge für die „Ernte“ von natürlichem Eis von Süßwasserseen entwickelte. Schwerpunktmäßig wurde es im 19. Jahrhundert zur Gewinnung von Eis für verschiedene Kühlzwecke gewonnen. Der im Rahmen der Industrialisierung steigende Bedarf von ganzjährig verfügbarem Eis führte später zur Entwicklung von Kältemaschinen und begründete den Niedergang der Natureisernte für Eiswerke zugunsten von Eisfabriken.

## Funktionsweise
Vor der Bergung des Eises bearbeitet man die Eisdecke des Flusses oder des Sees nach dem Wegräumen des Schnees zunächst mit dem Eishobel, einem wagenartigen Gestell, welches vorn auf einem Schlitten, hinten auf Rädern ruht und in der Mitte des Rahmens ein die ganze Breite desselben einnehmendes, gegen die Langseiten schräg stehendes Hobeleisen besitzt, welches die Oberfläche des Eises vollkommen ebnet. Darauf kommt der Eispflug zur Anwendung, welcher aus einer Anzahl an dem Grindel befestigter Stahlblätter besteht, die mit ihren meißelförmigen Kanten Furchen in das Eis schneiden. Um den Grindel herum lässt sich nach links und rechts der Markierer schwingen, der, in der schon gezogenen Furche laufend, das Einhalten von geraden Linien mit dem Pflug möglich macht. Mit der Arbeit des Eisschneidens wird bei einer Dicke des Eises von 22 bis 25 cm begonnen. Mit einem leichten Pflug werden zuerst Furchen von 25 bis 30 mm Tiefe so eingerissen, dass Tafeln von 60 × 90 cm entstehen.
Dann folgen Eispflüge mit tieferen Stahlblättern, welche die Furchen so weit vertiefen, dass gerade genug Eis übrigbleibt, um ein „raft“ (Floß) von ca. 110 Tafeln zusammenzuhalten. Nun wird ein solches Eisfloß mit Hilfe einer schweren Eisenstange, deren unteres Ende zu einem scharfen Meißel geformt ist (Eismeißel), von der Eisdecke losgetrennt und mit Hilfe von Haken ans Ufer gezogen, wo dann mit dreizinkigen Gabeln die einzelnen Tafeln abgetrennt werden. Auch die Dampfkraft wird zum Schneiden der Eistafeln benutzt.
Der durch Dampfkraft bewegte Eispflug besteht aus einem zweiräderigen Karren, der durch einen Arbeiter geführt wird, und dessen Achse ein großes Kreissägeblatt trägt, welches bei der Umdrehung das Eis durchschneidet. Die Achse der Säge dreht sich lose in den Naben der Räder und trägt eine Rolle, über welche sich ein rasch bewegtes Seil schlingt, das die Säge in Tätigkeit setzt. Um die Reibung des Seils auf der Rolle zu vergrößern, bringt man über der erwähnten Rolle noch eine zweite an und schlingt das Seil so über dieselben, dass die Richtung des Vorschiebens des Eispflugs mit der Bewegungsrichtung des Seils zusammenfällt. Das endlose Seil wird von einer Lokomobile aus in Bewegung gesetzt und über vier Leitrollen so geführt, dass es ein Rechteck bildet. Die vier Leitrollen bilden die Eckpunkte des Rechtecks und liegen in Ständern, welche sich auf dem Eis leicht verschieben und durch Belasten mit Eisstücken festlegen lassen. Wird der Pflug an irgendeiner Stelle eingeschaltet, so wird er durch das Seil nicht nur in Tätigkeit gesetzt, sondern auch nach einer geraden Linie geführt. Durch Verschiebung der Eckpunkte des Rechtecks kann man immer neue Rechtecke bilden, deren Seiten mit den früheren parallel sind, und deren aufeinander senkrecht stehende Seiten die Längs- und Querschnitte darstellen, nach welchen das Eis in Platten zerlegt wird. Die Eistafeln werden auf schiefen Ebenen mit Dampfkraft vom Ufer in die Eishäuser transportiert, dort regelmäßig aufgestapelt und, wenn das Lager gefüllt ist, unter hermetisch verschlossenen Türen bis zur Verschiffung aufbewahrt.